# Пам'ятки культурної спадщини Білецької громади
У статті наведений перелік об'єктів культурної спадщини Білецької громади Тернопільського району Тернопільської области України.

## Пам'ятки археології
| №  | Назва                                                           | Дата | Адреса | Охоронний номер | Документ про взяття на облік |
| -- | --------------------------------------------------------------- | --- | --- | --------------- | --- |
| 1  | Поселення Біла І                                                | черняхівська культура (ІІІ- IV ст. н. е.) | с. Біла, південні околиці села | 2788            | Рішення виконкому Тернопільської обласної ради від 14.07.1989 № 162                                                                                              |
| 2  | Поселення Біла ІІ                                               | висоцька культура (ХІ-VI ст. до н. е.) | с. Біла, урочище “Городи біля двох тунелів”, лівий берег р. Серет | 2789            | Наказ управління культури обласної державної адміністрації від 18.10.2005 № 112                                                                                  |
| 3  | Поселення Біла ІІІ                                              | давньоруський час (ХІІ – ХІІІ ст.) | с. Біла, південно-західні околиці села, 40 м на захід від сільської церкви | 1741            | Наказ управління культури обласної державної адміністрації від 27.01.2010 № 16                                                                                   |
| 4  | Могильник Біла IV                                               | черняхівська культура (ІІІ- IV ст. н. е.) | с. Біла, південні околиці села, лівий берег р. Серет, вул. Крушельницької, в районі житлової садиби м'ясокомбінату | 1760            | Наказ управління культури обласної державної адміністрації від 24.03.2011 № 36                                                                                   |
| 5  | Стоянка Великий Глибочок І, багатошарова                        | ранній - пізній палеоліт (1,5 млн. років - 10 тис. років до н.е.), мезоліт (ІХ-VII тисячоліття до н.е)                                                                                                  | с Великий Глибочок,, на південь від селища, правий берег р. Серет, урочище Кар'єр | 190005-Н        | Постанова Кабінету Міністрів України від 03.09.2009 № 928 |
| 6  | Стоянка Великий Глибочок II                                     | середній палеоліт (150-40 тис. років тому), пізній палеоліт (40-10 тис. років тому) | с. Великий Глибочок, мис правого берегу Серету, мисоподібний виступ між двома ярами, 700 м. на північний схід памятки Великий Глибочок І, 2.5 км на північ від села                                                                         | 2796            | Розпорядження Представника Президента України у Тернопільській області від 25.06.1992 № 148                                                                      |
| 7  | Стоянка Великий Глибочок ІІІ                                    | середній палеоліт (150-40 тис. років тому), пізній палеоліт (40-10 тис. років тому) | с. Великий Глибочок, урочище Пустир, безпосередньо у північних околицях села, на підвищеній ділянці вододілу Серету і його правої притоки Нестерівки, 1 км на північ знаходиться памятка Великий Глибочок І                                 | 2801            | Розпорядження Представника Президента України у Тернопільській області від 25.06.1992 № 148, Рішення виконкому Тернопільської обласної ради від 14.07.1989 № 162 |
| 8  | Стоянка та поселення Великий Глибочок IV                        | середній палеоліт (150-40 тис. років тому), пізній палеоліт (40-10 тис. років тому), ранній залізний вік (І тис. до н. е.), давньоруський час (ХІІ – ХІІІ ст.)                                          | с. Великий Глибочок, урочище “Поле біля кладки на Нижній Івачів”, правий берег р. Серет, 1,5 км від північно-східних околиць села, на мисоподібному виступі правого берега Серету, приблизно 20 м над рівнем ріки                           | 2800            | Розпорядження Представника Президента України у Тернопільській області від 25.06.1992 № 148                                                                      |
| 9  | Стоянка Великий Глибочок V                                      | пізній палеоліт (40-10 тис. років тому) | с. Великий Глибочок, урочище Городи біля цвинтаря | 1233            | Рішення виконкому Тернопільської обласної ради від 14.07.1989 № 162                                                                                              |
| 10 | Стоянка Великий Глибочок VI                                     | пізній палеоліт (40-10 тис. років тому) | с. Великий Глибочок, урочище Поле за кладовищем | 2797            | Рішення виконкому Тернопільської обласної ради від 14.07.1989 № 162                                                                                              |
| 11 | Стоянка та поселення Великий Глибочок VII                       | пізній палеоліт (40-10 тис. років тому), бронзовий вік (кінець ІІІ-II тис. до н. е.) | с. Великий Глибочок, урочище “Біля забороненої зони”, правий берег р. Серет, 1,5 км на північний схід від села | 2798            | Наказ управління культури обласної державної адміністрації від 18.10.2005 № 112                                                                                  |
| 12 | Стоянка та поселення Великий Глибочок VIII                      | пізній палеоліт (40-10 тис. років тому), мезоліт (кінець ІХ-VI тис. до н. е.); західно-подільська група скіфського часу (ІІ пол. VII – V (можливо IV) ст. до н. е.), давньоруський час (ХІІ – ХІІІ ст.) | с. Великий Глибочок, урочище Біля Дамби (Горохів), мис другої тераси правого берега р. Серет, 3,5 км від північних околиць села | 2799            | Рішення виконкому Тернопільської обласної ради від 14.07.1989 № 162                                                                                              |
| 13 | Поселення-майстерня Великий Глибочок ІХ                         | бронзовий вік (ІІ-І тис. до н.е.) | с. Великий Глибочок, урочище Заборонена Зона | 1242            | Розпорядження Представника Президента України у Тернопільській області від 25.06.1992 № 148, Рішення виконкому Тернопільської обласної ради від 14.07.1989 № 162 |
| 14 | Стоянка та поселення Великий Глибочок Х                         | пізній палеоліт (40-10 тис. років тому), ранній залізний вік (І тис. до н. е.), давньоруський час (ХІІ – ХІІІ ст.)                                                                                      | с. Великий Глибочок, урочище Поле нижче Горохова | 1221            | Рішення виконкому Тернопільської обласної ради від 14.07.1989 № 162                                                                                              |
| 15 | Поселення Великий Глибочок ХІ                                   | бронза-ранній залізний вік (І тис. до н. е.) | с. Великий Глибочок, 1 км на північний схід від села | 2802            | Розпорядження Представника Президента України у Тернопільській області від 25.06.1992 № 148                                                                      |
| 16 | Поселення Великий Глибочок ХІІ                                  | ранній залізний вік (І тис. до н. е.) | с. Великий Глибочок, біля кар’єру | 2803            | Розпорядження Представника Президента України у Тернопільській області від 25.06.1992 № 148                                                                      |
| 17 | Стоянка та поселення Великий Глибочок ХІІІ                      | середній палеоліт (150-40 тис. років тому), пізній палеоліт (40-10 тис. років тому), ранній залізний вік (І тис. до н. е.)                                                                              | с. Великий Глибочок, лівий берег р. Нестерівки, на захід від села | 2804            | Наказ управління культури обласної державної адміністрації від 18.10.2005 № 112                                                                                  |
| 18 | Багатошарова пам’ятка (стоянка, поселення) Великий Глибочок XIV | середній палеоліт (150-40 тис. років тому), пізній палеоліт (40-10 тис. років тому), ранній залізний вік (І тис. до н. е.)                                                                              | с. Великий Глибочок, урочище Поле (Лалаки) | 2805            | Розпорядження Представника Президента України у Тернопільській області від 25.06.1992 № 148                                                                      |
| 19 | Стоянка Великий Глибочок XV                                     | пізній палеоліт (40-10 тис. років тому) | с. Великий Глибочок, урочище “Застінка” | 2794            | Наказ управління культури обласної державної адміністрації від 18.10.2005 № 112                                                                                  |
| 20 | Поселення Великий Глибочок XVI                                  | трипільська культура (IV-кінець ІІІ тис. до н. е.) | с. Великий Глибочок, урочище “Попові долини”, на південний схід від села | 2795            | Наказ управління культури обласної державної адміністрації від 18.10.2005 № 112                                                                                  |
| 21 | Поселення Великий Глибочок XVII                                 | енеоліт (IV – III тис. до н. е.), бронзовий (ІІІ- кінець ІІ тис. до н. е.), ранньозалізний часи (І тис. до н. е.)                                                                                       | с. Великий Глибочок, 1,4 км на північний схід від залізничної станції, 1 км на північний захід від північної околиці села | 1947            | Наказ управління культури обласної державної адміністрації від 05.03.2013 № 26-од                                                                                |
| 22 | Поселення Великий Глибочок XVIII                                | енеоліт (IV – III тис. до н. е.), бронзовий (ІІІ- кінець ІІ тис. до н. е.), ранньозалізний часи (І тис. до н. е.)                                                                                       | с. Великий Глибочок, 2,1 км на південь від залізничної станції, 2,3 км на північний схід від іподрому | 1948            | Наказ управління культури обласної державної адміністрації від 05.03.2013 № 26-од                                                                                |
| 23 | Поселення Великий Глибочок ХІХ                                  | енеоліт (IV – III тис. до н. е.), бронзовий (ІІІ- кінець ІІ тис. до н. е.), ранньозалізний часи (І тис. до н. е.)                                                                                       | с. Великий Глибочок, 1,6 км на північ від іподрому, 2,6 км на південь від залізничної станції | 1949            | Наказ управління культури обласної державної адміністрації від 05.03.2013 № 26-од                                                                                |
| 24 | Стоянка Горішній Івачів І                                       | середній палеоліт (150-40 тис. років тому), пізній палеоліт (40-10 тис. років тому) | с. Горішній Івачів, урочище Зимна Долина | 1219            | Рішення виконкому Тернопільської обласної ради від 14.07.1989 № 162                                                                                              |
| 25 | Стоянка та поселення Горішній Івачів ІІ                         | пізній палеоліт (40-10 тис. років тому), мезоліт (кінець ІХ-VI тис. до н. е.), бронзовий вік (кінець ІІІ-II тис. до н. е.), черняхівська культура (ІІІ- IV ст. н. е.)                                   | с. Горішній Івачів, урочище Вишенька, південно-східні околиці села, лівий берег Серету | 2814            | Розпорядження Представника Президента України у Тернопільській області від 25.06.1992 № 148                                                                      |
| 26 | Стоянка Горішній Івачів ІІІ                                     | пізній палеоліт (40-10 тис. років тому) | с. Горішній Івачів, урочище Середні Гони | 1218            | Рішення виконкому Тернопільської обласної ради від 14.07.1989 № 162                                                                                              |
| 27 | Стоянка Горішній Івачів IV                                      | пізній палеоліт (40-10 тис. років тому), мезоліт (кінець ІХ-VI тис. до н. е.) | с. Горішній Івачів, за 0.5 км на захід від Вишенки | 2810            | Розпорядження Представника Президента України у Тернопільській області від 25.06.1992 № 148                                                                      |
| 28 | Поселення Горішній Івачів V                                     | бронза-ранній залізний вік (І тис. до н. е.) | с. Горішній Івачів, урочище Поле біля кладовища | 2811            | Розпорядження Представника Президента України у Тернопільській області від 25.06.1992 № 148                                                                      |
| 29 | Стоянка с. Горішній Івачів VI                                   | пізній палеоліт (40-10 тис. років тому) | с. Горішній Івачів, урочище Над Коноплиськом | 2812            | Розпорядження Представника Президента України у Тернопільській області від 25.06.1992 № 148                                                                      |
| 30 | Майстерня Горішній Івачів VII                                   | бронза-ранній залізний вік (І тис. до н. е.) | с. Горішній Івачів, урочище Дальні Гони | 2813            | Розпорядження Представника Президента України у Тернопільській області від 25.06.1992 № 148                                                                      |
| 31 | Поселення Горішній Івачів VIII                                  | черняхівська культура (ІІІ- IV ст. н. е.), празька культура (V – кін.VII ст. до н. е.), давньоруський час (ХІІ – ХІІІ ст.)                                                                              | с. Горішній Івачів, урочище Коноплисько | 2808            | Рішення виконкому Тернопільської обласної ради від 14.07.1989 № 162                                                                                              |
| 32 | Стоянка Горішній Івачів ІХ                                      | пізній палеоліт (40-10 тис. років тому) | с. Горішній Івачів, урочище Центр села, біля церкви | 2809            | Розпорядження Представника Президента України у Тернопільській області від 25.06.1992 № 148                                                                      |
| 33 | Стоянка багатошарова Долішній Івачів І                          | середній палеоліт (150-40 тис. років тому), пізній палеоліт (40-10 тис. років тому), мезоліт (кінець ІХ-VI тис. до н. е.)                                                                               | с. Долішній Івачів, урочище Біля Млина | 2852            | Рішення виконкому Тернопільської обласної ради від 14.07.1989 № 162                                                                                              |
| 34 | Стоянка Долішній Івачів ІІ                                      | пізній палеоліт (40-10 тис. років тому) | с. Долішній Івачів, урочище Гора Соснина | 1220            | Рішення виконкому Тернопільської обласної ради від 14.07.1989 № 162                                                                                              |
| 35 | Стоянка Долішній Івачів ІІІ                                     | пізній палеоліт (40-10 тис. років тому) | с. Долішній Івачів, на вершині гори між селами Іванів та Ігровиця, урочище Поле | 1230            | Рішення виконкому Тернопільської обласної ради від 14.07.1989 № 162                                                                                              |
| 36 | Стоянка Долішній Івачів IV                                      | пізній палеоліт (40-10 тис. років тому) | с. Долішній Івачів, урочище “Границя полів”, лівий берег р. Ігра | 2853            | Наказ управління культури обласної державної адміністрації від 18.10.2005 № 112                                                                                  |
| 37 | Стоянка Долішній Івачів V                                       | фінальна фаза пізнього палеоліту (20-10 тис. р. до н.е.) | с. Долішній Івачів, урочище Городи біля млину | 1217            | Рішення виконкому Тернопільської обласної ради від 14.07.1989 № 162                                                                                              |
| 38 | Поселення Долішній Івачів VI                                    | енеоліт (IV – III тис. до н. е.), бронзовий (ІІІ- кінець ІІ тис. до н. е.), ранньозалізний часи (І тис. до н. е.)                                                                                       | с. Долішній Івачів, північна околиця, 700 м на південний схід від с.Івачів. Верхній лівий берег р. Серет | 1946            | Наказ управління культури обласної державної адміністрації від 05.03.2013 № 26-од                                                                                |
| 39 | Стоянка Ігровиця І                                              | середній палеоліт (150-40 тис. років тому), пізній палеоліт (40-10 тис. років тому) | с. Ігровиця, урочище Гора Диблянка | 2829            | Рішення виконкому Тернопільської обласної ради від 14.07.1989 № 162                                                                                              |
| 40 | Стоянка Ігровиця ІІ                                             | пізній палеоліт (40-10 тис. років тому) | с. Ігровиця, біля хутора Верби, урочище Біля Гілька | 2830            | Розпорядження Представника Президента України у Тернопільській області від 25.06.1992 № 148                                                                      |
| 41 | Стоянка Ігровиця ІІІ                                            | пізній палеоліт (40-10 тис. років тому) | с. Ігровиця, за 250 м від Ігровиці ІІ, на вершині гори | 2831            | Наказ управління культури обласної державної адміністрації від 18.10.2005 № 112                                                                                  |
| 42 | Стоянка Ігровиця V                                              | пізній палеоліт (40-10 тис. років тому) | с. Ігровиця, 200 м на південний захід від села | 2828            | Розпорядження Представника Президента України у Тернопільській області від 25.06.1992 № 148                                                                      |
| 43 | Поселення Ігровиця VI                                           | пізній палеоліт (40-10 тис. років тому); енеоліт (IV – III тис. до н. е.) | с. Ігровиця, 1,3 км на північ від східної околиці с. Ігровиця (хім. склади), 1,6 км на північний схід від північної околиці села | 1940            | Наказ управління культури обласної державної адміністрації від 05.03.2013 № 26-од                                                                                |
| 44 | Поселення Ігровиця VII                                          | пізній палеоліт (40-10 тис. років тому); енеоліт (IV – III тис. до н. е.) | с. Ігровиця , 500 м на північ від східної околиці с. Ігровиця (хім. склади), 1,3 км на північний схід від колгоспного двору | 1941            | Наказ управління культури обласної державної адміністрації від 05.03.2013 № 26-од                                                                                |
| 45 | Поселення Ігровиця VIII                                         | пізній палеоліт (40-10 тис. років тому), енеоліт (IV – III тис. до н. е.) | с. Ігровиця, 500 м на південь від східної околиці с. Ігровиця (хім. склади), 1 км на схід від колгоспного двору | 1942            | Наказ управління культури обласної державної адміністрації від 05.03.2013 № 26-од                                                                                |
| 46 | Поселення Ігровиця ІХ                                           | пізній палеоліт (40-10 тис. років тому); енеоліт (IV – III тис. до н. е.) | с. Ігровиця, 1,4 км на південь від східної околиці с. Ігровиця (хім. склади), 1,5 км на південний схід від колгоспного двору | 1943            | Наказ управління культури обласної державної адміністрації від 05.03.2013 № 26-од                                                                                |
| 47 | Поселення Ігровиця Х                                            | пізній палеоліт (40-10 тис. років тому); енеоліт (IV – III тис. до н. е.) | с. Ігровиця, 1,8 км на південний схід від колгоспного двору с. Ігровиця, 1,7 км на південь від східної околиці (хім. склади) | 1944            | Наказ управління культури обласної державної адміністрації від 05.03.2013 № 26-од                                                                                |
| 48 | Поселення Мшанець І                                             | давньоруський час (Х-ХІІІ ст.) | с. Мшанець, урочище Загребля | 2429            | Наказ управління культури обласної державної адміністрації від 18.10.2005 № 112                                                                                  |
| 49 | Поселення Мшанець ІІ                                            | давньоруський час (Х-ХІІІ ст.) | с. Мшанець, урочище Кам’янське | 2430            | Наказ управління культури обласної державної адміністрації від 18.10.2005 № 112                                                                                  |
| 50 | Поселення Мшанець ІІІ                                           | давньоруський час (Х-ХІІІ ст.) | с. Мшанець, урочище Млинівське | 2431            | Наказ управління культури обласної державної адміністрації від 18.10.2005 № 112                                                                                  |
| 51 | Поселення Мшанець IV                                            | давньоруський час (Х-ХІІІ ст.) | с. Мшанець, урочище Підлан, лівий берег струмка Верховина, південно-східна частина села | 2432            | Наказ управління культури обласної державної адміністрації від 18.10.2005 № 112                                                                                  |
| 52 | Поселення Мшанець V                                             | черняхівська культура (кін. ІІ- поч. V ст. н. е.) | с. Мшанець, урочище За вербами, східні околиці села, правий берег струмка Верховина | 2433            | Наказ управління культури обласної державної адміністрації від 18.10.2005 № 112                                                                                  |
| 53 | Поселення Мшанець VI                                            | черняхівська культура (кін. ІІ- поч. V ст. н. е.) | с. Мшанець, урочище Городи, південно-східні околиці села, правий берег струмка Верховина | 2434            | Наказ управління культури обласної державної адміністрації від 18.10.2005 № 112                                                                                  |
| 54 | Поселення Плотича ІІ                                            | пізній палеоліт (40-10 тис. років тому) | с. Плотича, урочище Поле на границі (біля яру) | 1222            | Рішення виконкому Тернопільської обласної ради від 14.07.1989 № 162                                                                                              |
| 55 | Поселення Плотича ІІІ                                           | пізній палеоліт (40-10 тис. років тому), мезоліт (ІХ-VII тис. до н.е) | с. Плотича, урочище Поле за селом, північні околиці села, на лівому березі Серета | 2857            | Рішення виконкому Тернопільської обласної ради від 14.07.1989 № 162                                                                                              |
| 56 | Поселення Плотича IV                                            | черняхівська культура (кін. ІІ- поч. V ст. н. е.) | с. Плотича, в централь-ній частині села по лівому березі р. Серет, біля ковбасного цеху вул. Л.Українки, розташоване на високому лівому березі р. Серет, із півночі та півдня оточене балками, з західної сторони похилим берегом р. Серет. | 1878            | Наказ управління культури обласної державної адміністрації від 26.06.2012 № 97                                                                                   |
| 57 | Поселення Пронятин VIII                                         | висоцька культура (ХІІ-Х ст. до н.е.) | с. Великий Глибочок, за 0,5 км на південь від об’їздної дороги в районі геодезичного знаку, на вододільній частині пагорба | 2061            | Наказ управління культури обласної державної адміністрації від 09.09.2016 № 121-од                                                                               |
| 58 | Поселення Хомівка І                                             | енеоліт (IV – III тис. до н. е.), бронзовий (ІІІ- кінець ІІ тис. до н. е.), ранньозалізний часи (І тис. до н. е.)                                                                                       | с. Хомівка, за 600 м на північ від цвинтаря в, 800 м на південь від дороги до с. Мала Березовиця | 1926            | Наказ управління культури обласної державної адміністрації від 05.03.2013 № 26-од                                                                                |
| 59 | Поселення Хомівка ІІ                                            | енеоліт (IV – III тис. до н. е.), бронзовий (ІІІ- кінець ІІ тис. до н. е.), ранньозалізний часи (І тис. до н. е.)                                                                                       | с. Хомівка, північніше цвинтаря | 1927            | Наказ управління культури обласної державної адміністрації від 05.03.2013 № 26-од                                                                                |
| 60 | Могильник Чистилів І                                            | черняхівська культура (ІІІ- IV ст. н. е.) | с. Чистилів, східна околиця села, городи Басика і Старинського | 569             | Рішення виконкому Тернопільської обласної ради від 22.03.1971 № 147                                                                                              |
| 61 | Поселення Чистилів ІІ                                           | культура ноа (ХІІІ-ХІІ ст. до н. е. ); західноподільська група скіфського часу ( ІІ пол. VII – V (можливо IV) ст. до н. е.), давньоруський час (ХІІ-ХІІІ ст.)                                           | с. Чистилів, лівий берег р. Серет, східні околиці села, на території черняхівського могильника | 2877            | Наказ управління культури обласної державної адміністрації від 18.10.2005 № 112                                                                                  |
| 62 | Поселення Чистилів ІІІ                                          | ранній залізний вік (І тис. до н. е.) | с. Чистилів, урочище Поле біля кладовища | 2878            | Розпорядження Представника Президента України у Тернопільській області від 25.06.1992 № 148                                                                      |
| 63 | Поселення Чистилів IV                                           | давньоруський час (Х-ХІІІ ст.) | с. Чистилів, в центрі села, 100 м на схід від сільради | 2876            | Наказ управління культури обласної державної адміністрації від 18.10.2005 № 112                                                                                  |

## Пам'ятки архітектури
| №  | Назва                              | Дата     | Адреса                          | Охоронний номер | Документ про взяття на облік                                         |
| -- | ---------------------------------- | -------- | ------------------------------- | --------------- | -------------------------------------------------------------------- |
| 1. | Церква св. Миколая (мур.)          | 1870 р.  | с. Біла вул. Крушельницької, 91 | 229/1           | розпорядження Представника Президента України від 22.02.1993 р. № 58 |
| 2. | Дзвіниця церкви св. Миколая (мур.) | 1870 р.  | с. Біла вул. Крушельницької, 91 | 229/2           | розпорядження Представника Президента України від 22.02.1993 р. № 58 |
| 3. | Церква Пресвятої Богородиці (мур.) | 1899 р.  | с. Великий Глибочок             | 1922            | розпорядження Представника Президента України від 22.02.1993 р. № 58 |
| 4. | Церква св. Покрови (мур.)          | 1904 р.  | с. Дітківці                     | 2065            | рішення Тернопільського облвиконкому від 18.11.1994 р. №83           |
| 5. | Церква св. Миколая (мур.)          | XVII ст. | с. Мшанець                      | 2064            | рішення Тернопільського облвиконкому від 18.11.1994 р. №83           |
| 6. | Парк                               | ХІХ ст.  | с. Плотича                      | 2142            |                                                                      |
| 7. | Палац (мур.)                       | 1720 р.  | с. Плотича                      | 1599            | постанова Ради Міністрів УРСР від 06 вересня 1979 року № 442         |

## Пам'ятки історії
| №  | Назва                                                                                | Дата                        | Адреса                                                       | Охоронний номер | Документ про взяття на облік                                                                        |
| -- | ------------------------------------------------------------------------------------ | --------------------------- | ------------------------------------------------------------ | --------------- | --------------------------------------------------------------------------------------------------- |
| 1  | Пам’ятний знак (сульптура) на честь скасування панщини                               | 1848 р.                     | с. Дітківці, біля церкви                                     | 3163            | Наказ управління культури Тернопільської обласної державної адміністрації від 27.01.2010 р. № 16    |
| 2  | Братська могила воїнів Радянської армії                                              | 1958 р. рек. 1978 р.        | с. Мшанець                                                   | 837             | Рішення виконкому Тернопільської обласної ради від 25.01.1982 р. № 34                               |
| 3  | Пам’ятний знак воїнам-землякам, які загинули в роки Другої світової війни            | 1967 р.                     | с. Мшанець, біля сільської ради                              | 341             | Рішення виконкому Тернопільської обласної ради від 12.06.1978 р. № 286                              |
| 4  | Пам’ятний знак (скульптура) на честь скасування панщини                              |                             | с. Мшанець, біля церкви                                      | 3185            | Наказ управління культури Тернопільської обласної державної адміністрації від 27.01.2010 р. № 16    |
| 5  | Будинок, у якому пройшли дитячі і юнацькі роки (1878-1891) актриси Крушельницької С. | 1963 р.                     | с. Біла, школа                                               | 871             | Рішення виконкому Тернопільської обласної ради від 22.03.1971 р. № 147                              |
| 6  | Пам'ятний знак (хрест) «За тверезість»                                               | 1874 р                      | с. Великий Глибочок, біля церкви                             | 4378-Тр.        | Наказ Міністерства культури України від 23.01.2012 р. № 51                                          |
| 7  | Садиба провідника Організації Українських Націоналістів Ярослава Стецька             | Меморіальна дошка 1993 р.   | с. Великий Глибочок, вул. Я. Стецька, 10                     | 1878            | Наказ управління культури Тернопільської обласної державної адміністрації від 18.10.2005 р. № 112   |
| 8  | Пам’ятний знак воїнам-землякам, які загинули в роки Другої світової війни            | 1968 р.                     | . Великий Глибочок, роздоріжжя                               | 572             | Рішення виконкому Тернопільської обласної ради від 22.03.1971 р. № 147                              |
| 9  | Пам’ятний знак воїнам-землякам, які загинули в роки Другої світової війни            | 1966 р.                     | с. Івачів Долішній, біля головної дороги                     | 802             | Рішення виконкому Тернопільської обласної ради від 29.01.1988 р. № 32                               |
| 10 | Братська могила поляків (близько 50 осіб), які трагічно загинули 24 грудня 1944 р.   | 2007 р.                     | с. Ігровиця                                                  | 3273            | Наказ управління культури Тернопільської обласної державної адміністрації від 05.03.2013 р. № 26-од |
| 11 | Пам'ятний знак (хрест) на честь скасування панщини                                   | 1848 р., відновлено 1990 р. | с. Ігровиця, виїзд з села за 30 м від дороги на с. Дубівці   | 1881            | Розпорядження Представника Президента України в Тернопільській області від 25.06.1992 р. № 148      |
| 12 | Пам’ятний знак воїнам-землякам, які загинули в роки Другої світової війни            | 1967 р.                     | с. Ігровиця, напроти будинку культури                        | 576             | Рішення виконкому Тернопільської обласної ради від 22.03.1971 р. № 147                              |
| 13 | Братські могили воїнів Радянської армії                                              | 1956 р.                     | с. Плотича, військове кладовище, біля туберкульозної лікарні | 582             | Рішення виконкому Тернопільської обласної ради від 22.03.1971 р. № 147                              |
| 14 | Братська могила поляків, які трагічно загинули 8 березня 1944 р.                     | 2007 р.                     | с. Плотича, кладовище                                        | 3275            | Наказ управління культури Тернопільської обласної державної адміністрації від 05.03.2013 р. № 26-од |
| 15 | Могила Українського Січового Стрільця – Боцяна Степана                               | 1918 р.                     | с. Чистилів, старе кладовище, в куті                         | 1887            | Розпорядження Представника Президента України в Тернопільській області від 25.06.1992 р. № 148      |

## Пам'ятки монументального мистецтва
| № | Назва                                                                                       | Дата          | Адреса                                                         | Охоронний номер | Документ про взяття на облік                                                                      |
| - | ------------------------------------------------------------------------------------------- | ------------- | -------------------------------------------------------------- | --------------- | ------------------------------------------------------------------------------------------------- |
| 1 | Скульптура Матері Божої                                                                     | 1902 р.       | с. Дітківці, біля церкви                                       | 3021            | Наказ управління культури Тернопільської обласної державної адміністрації від 27.01.2010 р. № 16  |
| 2 | Скульптура святої                                                                           | 1822 р.       | с. Мшанець, біля дороги, поворот на с. Дітківці                | 3028            | Наказ управління культури Тернопільської обласної державної адміністрації від 27.01.2010 р. № 16  |
| 3 | Художній надгробок на могилі Крушельницького Амвросія батька актриси Крушельницької Соломії | 1904 р.       | с. Біла, кладовище                                             | 588             | Рішення виконкому Тернопільської обласної ради від 22.03.1971 р. № 147                            |
| 4 | Пам’ятник поету, письменнику, художнику Шевченку Тарасу Григоровичу                         | 1966 р.       | с. Великий Глибочок, біля дитячого відділення районної лікарні | 590             | Рішення виконкому Тернопільської обласної ради від 22.03.1971 р. № 147                            |
| 5 | Пам’ятник провіднику Організації Українських Націоналістів Ярославу Стецьку                 | 18.10.2002 р. | с. Великий Глибочок, центр, біля магазину                      | 1874            | Наказ управління культури Тернопільської обласної державної адміністрації від 18.10.2005 р. № 112 |